# Lisa Feller

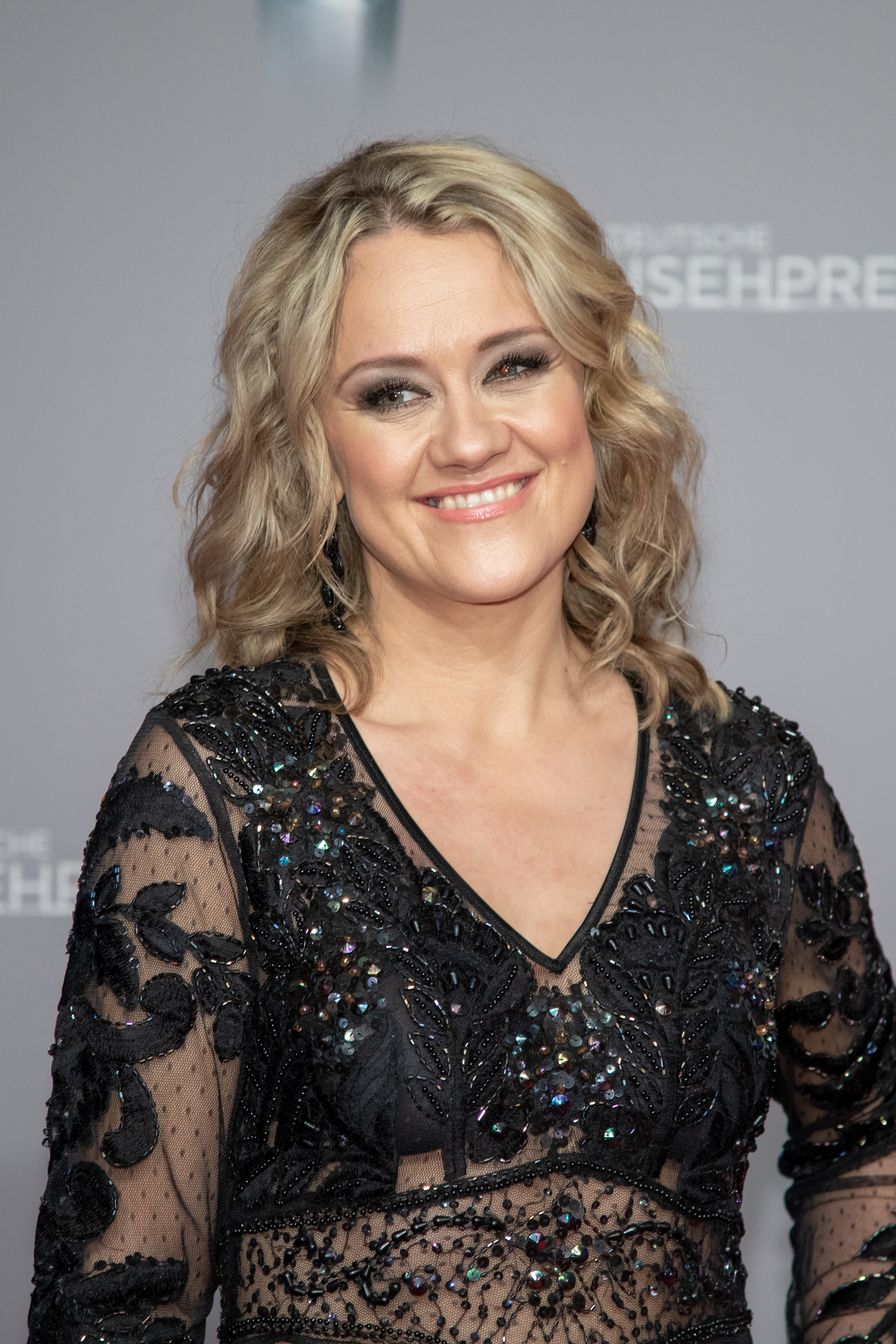
Lisa Feller (2019)

Lisa Feller (* 15. Mai 1976 in Düsseldorf) ist eine deutsche Schauspielerin, Komikerin und ehemalige Hörfunkmoderatorin. Bekannt wurde sie durch ihre Rolle in der Comedyserie Schillerstraße und durch ihre Auftritte als Stand-Up-Komikerin im Quatsch Comedy Club, bei Nightwash, im RTL II Fun Club und anderen Comedy-Formaten. Seit 2019 ist Lisa Feller Gastgeberin der ARD-Kabarettshow Ladies Night. Im April und Mai 2019 moderierte sie gemeinsam mit dem Tierforscher Karsten Brensing die Unterhaltungssendung Das Tier in Dir, die in wöchentlichem Abstand in drei Folgen im WDR-Fernsehen ausgestrahlt wurde.

## Leben und Karriere
Lisa Feller studierte Grundschullehramt in Münster mit Hauptfach katholische Religion. Die ehemalige Moderatorin des dortigen Hochschulradiosenders Radio Q ist Improvisations-Schauspielerin und festes Mitglied im Ensemble Placebotheater. Mit diesem gewann sie 2004 den Impro-Cup und 2005 die Gloria Crown.
Im August 2022 gewann sie die erste Staffel der Unterhaltungsshow Der unfassbar schlauste Mensch der Welt.
Feller hat zwei Söhne, ist geschieden und lebt in Münster.

## Live-Programme
- 2010: Kill Bernd – aber vorher bringt er noch den Müll runter
- 2012: Der Teufel trägt Pampers
- 2014: Guter Sex ist teuer!
- 2017: Der Nächste, bitte!
- 2019: Ich komm’ jetzt öfter!
- 2022: Dirty Talk

## Preise und Auszeichnungen
- 2012: Nominierung für den Prix Pantheon
- 2017: Bottroper FrechDax
- 2025: Recklinghäuser Hurz (Hanse Hurz)
- 2025: Ehrenpreis des Dattelner Kleinkunstpreises, Das Dattelner NachtSchnittchen

## Filmografie (Auswahl)
- 2001: Lindenstraße (als  Prostituierte in Folge 798, Das Erste)
- 2004: Urlaubstausch (Sat.1)
- 2006: Ätsch – die Kamerafalle (Super RTL, Moderation)
- 2006: Angie (RTL)
- 2009–2010: Schillerstraße als Lisa in der 5. Staffel (Sat.1)
- 2009–2011: strassenstars (als regelmäßiger Rategast, HR)
- 2009–2011: NightWash (als regelmäßig auftretender Comedian, Einsfestival)
- seit 2009: Fun(k)haus (als regelmäßig auftretender Comedian, WDR)
- 2010: Quatsch Comedy Club (als Comedian in der 14. Staffel, ProSieben)
- 2010: Comedy (als regelmäßig auftretender Comedian, ZDFneo)
- 2010–2011: Fun Club (RTL II)
- 2011: Spezialeinsatz (Polizei-Comedyserie, Sat.1 Comedy)
- 2011: WDR Ladies Night (WDR)
- 2011: Genial daneben – Die Comedy Arena (Sat.1)
- 2011: Tage, die bleiben (Kinofilm von Pia Strietmann)
- 2012: So lacht NRW (WDR)
- 2012–2015: Schloss Einstein (KIKA)
- 2012: Halbe Hundert (ARD-Fernsehfilm)
- 2012: Satire Gipfel (Das Erste)
- 2012: Tatort – Das Wunder von Wolbeck (Das Erste)
- 2013: Grill den Henssler (VOX)
- 2014: Jetzt wird’s schräg (Sat.1)
- 2018: Genial daneben (Sat.1)
- 2018: Mario Barth präsentiert: Die Wahrheit über Mann und Frau (RTL)
- 2018–2019: Mord mit Ansage – Die Krimi-Impro Show
- seit 2019: WDR Ladies Night (Moderation)
- 2020: Sträter (Das Erste)
- 2020: Genial oder Daneben? (Sat.1)
- 2020: Die! Herz! Schlag! Show! (ProSieben)
- 2020: Buchstaben Battle (Sat.1)
- 2021: Mitternachtsspitzen (WDR)
- 2021: Halbpension mit Schmitz (Sat.1)
- 2022: ZDF Comedy Sommer (Folge 1)
- 2023: ZDF Comedy Sommer (Folge 1)
- 2024: ZDF Comedy Sommer (Folge 8, Moderation)

## Diskografie (Auswahl)
- 2002: Sprecherin in Die Gerd-Show
- 2009: Sprecherin in Hörspielen auf der CD Kindergeschichten SPEZIAL mit dem Bamberger Kasperl der Puppenbühne Herrnleben Bamberg
- 2010: Sprecherin in Die Ferienbande und der kolossale Terror
- 2010: Schillerstraße 5. Staffel
- 2011: NightWash Jubiläums-DVD
- 2020: Podcast Frau Feller & Frau Jahnke
- 2021: Podcast Midlife-Party – der gute Podcast mit Jürgen Bangert
- 2022: Podcast Naschkatzen mit Patricia Kain[6]

## Werke
- 2013: Windeln haben kurze Beine. Piper, München, ISBN 978-3-492-30225-8.
- 2019: Mir geht’s gut, nur meine Brüste lassen sich hängen. Rowohlt, Reinbek bei Hamburg, ISBN 978-3-499-60649-6.